# سرخرگ تهیگاهی چرخشی سطحی
سرخرگ تهیگاهی چرخشی سطحی یا شریان ایلیاک سیرکومفلکس سطحی (Superficial circumflex iliac artery)، کوچکترین شاخه از شاخه‌های پوستی سرخرگ رانی (فمورال) است که از نزدیک سرخرگ بالاشکمی سطحی (اپی‌گاستر سطحی) آغاز می‌شود و با سوراخ کردن نیام پهن (فاسیا لاتا)، به موازات رباط کشاله ران (رباط اینگوینال) به سمت جانبی تا تاج استخوان تهیگاهی می‌رود.
این سرخرگ به شاخه‌هایی تقسیم می‌شود که پوشش کشاله ران، نیام سطحی و غدد لنفاوی زیرکشاله‌ای سطحی را تأمین می‌کنند و با سرخرگ تهیگاهی چرخشی عمیق، سرخرگ‌های سرینی (گلوتئال) سطحی و سرخرگ رانی چرخشی جانبی بازپیوند می‌شوند.
در ۴۵ تا ۵۰ درصد افراد، سرخرگ تهیگاهی چرخشی سطحی و سرخرگ بالاشکمی سطحی از یک تنه مشترک منشأ می‌گیرند. در مقابل، ۴۰ درصد تا ۴۵ درصد افراد دارای یک سرخرگ تهیگاهی چرخشی سطحی و سرخرگ بالاشکمی زیرین سطحی هستند که از منشأهای جداگانه ناشی می‌شوند [۱٬۲].

## نگاره‌ها

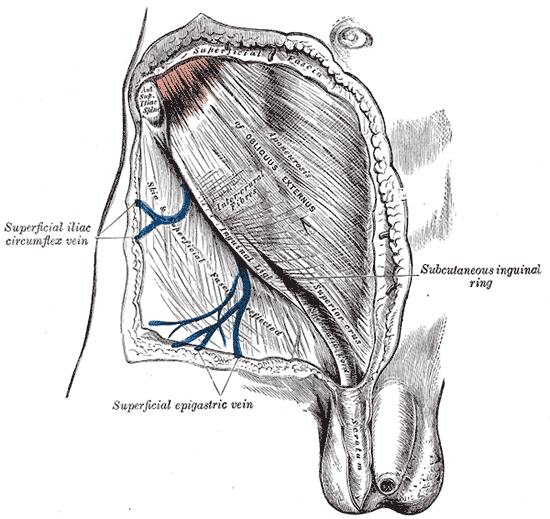
حلقه کشاله‌ای زیرپوستی.
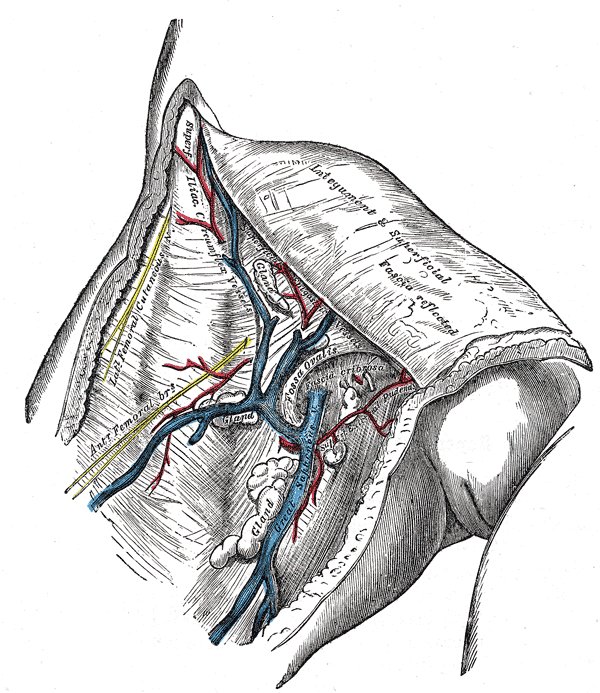
ورید صافن بزرگ و شاخه‌های آن در حفره اوالیس.
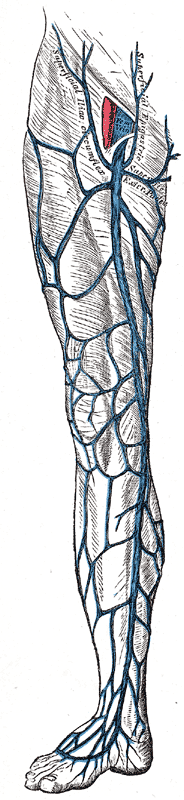
سیاهرگ صافن بزرگ و شاخه‌های آن.
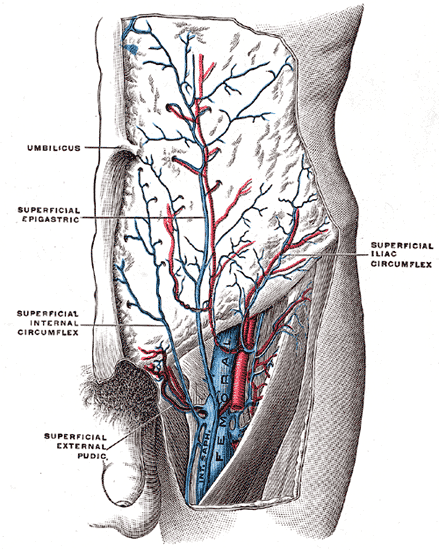
سیاهرگ رانی و شاخه‌های آن.